# Apomecyna vaneyeni
Apomecyna vaneyeni là một loài bọ cánh cứng trong họ Cerambycidae.